# Gömböc
Gömböc je konveksno trirazsežno homogeno geometrijsko telo, ki ima, ko stoji na ravni ploskvi, le eno samo stabilno in eno nestabilno točko ravnotežja. Njen obstoj je leta 1995 domneval ruski matematik Vladimir Arnold, leta 2006 pa sta ga dokazala madžarska znanstvenika Gábor Domokos in Péter Várkonyi. Oblika gömböca ni unikatna; obstaja nešteto različic, med katerimi je večina podobna krogli.
Najbolj znana rešitev, napisana z veliko začetnico Gömböc, se razlikuje od generičnega gömböca, ima oster vrh, kot je prikazano na fotografiji. Oblikovna zasnova trirazsežnega telesa omogoča, da se telo vedno vrne v stabilno lego ravnotežja. Njegova oblika je pomagala pojasniti telesno zgradbo nekaterih želv glede na njihovo sposobnost vrnitve v ravnotežno lego, potem ko so jih postavili v hrbtno lego. Kopije gömböca so podarili ustanovam in muzejem, največji pa je bil predstavljen na svetovnem sejmu Expo 2010 v Šanghaju na Kitajskem .   

## Ime
To monomonostatično telo je še najbolj podobno krogli, razen krogle same. Zaradi tega so ga poimenovali gömböc, pomanjševalna oblika gömb (»krogla« v madžarščini). Beseda gömböc se je prvotno nanašala na jed podobno klobasam: začinjena svinjina v prašičjem želodcu, podobno haggisu. Predhodno znani monostatični polieder ne velja za sorodno telo saj ima tri nestabilne točke ravnotežja.

## Monostatika v naravi
Izravnalne značilnosti gömböca so povezane z »izravnalnim odzivom«, sposobnostjo živali z oklepom, da se lahko obrnejo, ko se postavijo na hrbet, kot so želve in hrošči. To se lahko zgodi v boju ali napadu plenilca in ta značilnost je ključnega pomena za njihovo preživetje. Prisotnost samo ene stabilne in nestabilne točke v gömböcu pomeni, da se bo vrnil v eno ravnotežno lego, ne glede na to, kako je porinjen ali obrnjen. Medtem ko se razmeroma ravne živali (na primer hrošči) zelo zanašajo na zagon in potisk, ki nastane s premikanjem okončin in kril, so okončine številnih želv prekratke, da bi jih lahko uporabili pri obračanju.